# کنیتلسهایم
کنیتلسهایم (به آلمانی: Knittelsheim) یک شهر در آلمان است که در گرمرسهایم واقع شده‌است. کنیتلسهایم ۱٬۰۲۶ نفر جمعیت دارد.